# كلارا غران
كلارا غران هي لاعبة كرة قدم سويدية، ولدت في 21 مارس 1996.

## وصلات خارجية
- كلارا غران على موقع اتحاد السويد (السويدية)
- كلارا غران على موقع قاعدة بيانات كرة القدم.إي يو (الإنجليزية)
- كلارا غران على موقع Soccerway.com (الإنجليزية)